# 趙碩來
趙碩來（16世紀—17世紀），字復之，號澗叟，南直隸寧國府涇縣人，明朝政治人物。

## 生平
趙碩來是天啟元年（1621年）辛酉科應天鄉試第一百四十二名舉人，崇禎十年（1637年）授高淳教諭，十三年（1640年）陞上杭知縣，縣內多人被巫蠱殺害，他嚴懲始作俑者，燒毀其書籍令積患消除，又拘捕危害地方的流寇，十五年（1642年）饑荒，他向上級請求拿出金錢到贛州買米，米價不至於暴漲，代理永定縣事亦有政績，得兩地人入祀名宦祠，奏最陞邵武同知，因父母離世回鄉，六十四歲去世。
錢海岳《南明史》則稱他在隆武年間才擔任上杭知縣。

## 引用
1. 1 2  民國《涇縣志·卷十七·人物》：趙碩來，字復之，號澗叟，天啟辛酉舉人，授高淳教諭，陞上杭令，邑多巫蠱殺人，捕治懲以重法，火其書積患頓息，時有寇警，捕治其魁釋其脅從，攝永定篆，潔己愛民，兩地特祠，奏最陞邵武府同知，以艱歸，薄產不增，卒年六十四。 順治志、錢志
2. ↑  民國《上杭縣志》·卷三十三·名宦傳》：趙碩來，涇縣舉人，崇禎十三年任縣，發奸摘伏，有神明之頌，十五年歲荒，請之臺司出庫帑三千兩給米戶赴糴於贛市，價不至踴貴，前此五年為盧躍龍，重農造士亦綽有聲。 據蔣志遺補
3. ↑  錢海岳《南明史·卷四十八·列傳第二十四》：（隆武時福建）上游疆吏：……趙碩來，不知何許人。上杭知縣。